# Saillant (Puy-de-Dôme)
Saillant is een gemeente in het Franse departement Puy-de-Dôme (regio Auvergne-Rhône-Alpes) en telt 255 inwoners (1999). De oppervlakte bedraagt 17,42 km², de bevolkingsdichtheid is 14,6 inwoners per km².

## Demografie
Onderstaande figuur toont het verloop van het inwonertal (bron: INSEE-tellingen).

1. ↑  Populations de référence 2022.